# Helius (Helius) franckianus
Helius (Helius) franckianus is een tweevleugelige uit de familie steltmuggen (Limoniidae). De soort komt voor in het Palearctisch gebied.